# شاتسبروک
شاتسبروک (به انگلیسی: Shottesbrooke) یک روستا و محله مدنی در بریتانیا است که در Windsor and Maidenhead واقع شده‌است. شاتسبروک ۵٫۶۴ کیلومتر مربع مساحت و ۱۴۱ نفر جمعیت دارد.